# Grand Prix Japonska 2004
Grand Prix Japonska 2004 (XXX Fuji Television Japanese Grand Prix), 17. závod 55. ročníku Mistrovství světa jezdců F1 se jel na okruhu v Suzuce. Byla to již 730. Grand Prix.

## Výsledky
| Pozice | Jezdec               | Vůz              | Čas                  |
| ------ | -------------------- | ---------------- | -------------------- |
| 1      | Michael Schumacher   | Ferrari F2004    | 1:24'26.985          |
| 2      | Ralf Schumacher      | Williams FW26    | á 0:14:098           |
| 3      | Jenson Button        | BAR 006          | á 0:19:662           |
| 4      | Takuma Sató          | BAR 006          | á 0:31:781           |
| 5      | Fernando Alonso      | Renault R 24     | á 0:37:767           |
| 6      | Kimi Räikkönen       | McLaren MP 4/19B | á 0:39:362           |
| 7      | Juan Pablo Montoya   | Williams FW26    | á 0:55:347           |
| 8      | Giancarlo Fisichella | Sauber C 23      | á 0:56:276           |
| 9      | Felipe Massa         | Sauber C 23      | á 0:89:656           |
| 10     | Jacques Villeneuve   | Renault R 24     | á 1 kolo             |
| 11     | Jarno Trulli         | Toyota TF 104B   | á 1 kolo             |
| 12     | Christian Klien      | Jaguar R5B       | á 1 kolo             |
| 13     | Nick Heidfeld        | Jordan EJ 14     | á 1 kolo             |
| 14     | Olivier Panis        | Toyota TF 104B   | á 2 kola             |
| 15     | Timo Glock           | Jordan EJ 14     | á 2 kola             |
| 16     | Gianmaria Bruni      | Minardi PS 04 B  | á 3 kola             |
| Kolo   | Odstoupili           | -                | -                    |
| 41     | Zsolt Baumgartner    | Minardi PS 04 B  | Mimo trať            |
| 38     | Rubens Barrichello   | Ferrari F2004    | Kolize s Coulthardem |
| 38     | David Coulthard      | McLaren MP 4/19B | Kolize s Barrichello |
| 20     | Mark Webber          | Jaguar R5B       | Přehřátí             |

### Nejrychlejší kolo
- Rubens BARRICHELLO Ferrari 	1'32730 - 225.442 km/h

### Vedení v závodě
- 1-53 kolo Michael Schumacher

### Postavení na startu
- červeně - výměna motoru / posunutí o 10 míst
- Modře – startoval z boxu

| 1. řada  | 1                    | 2                 |
|          | Michael Schumacher   | Ralf Schumacher   |
|          | Ferrari              | Williams          |
|          | 1'33.542             | 1'34.032          |
| 2. řada  | 3                    | 4                 |
|          | Mark Webber          | Takuma Sato       |
|          | Jaguar               | BAR               |
|          | 1'34.571             | 1'34.897          |
| 3. řada  | 5                    | 6                 |
|          | Jenson Button        | Jarno Trulli      |
|          | BAR                  | Toyota            |
|          | 1'35.157             | 1'35.213          |
| 4. řada  | 7                    | 8                 |
|          | Giancarlo Fisichella | David Coulthard   |
|          | Sauber               | McLaren           |
|          | 1'36.136             | 1'36.156          |
| 5. řada  | 9                    | 10                |
|          | Jacques Villeneuve   | Olivier Panis     |
|          | Renault              | Toyota            |
|          | 1'36.274             | 1'36.420          |
| 6. řada  | 11                   | 12                |
|          | Fernando Alonso      | Kimi Räikkönen    |
|          | Renault              | McLaren           |
|          | 1'36.663             | 1'36.820          |
| 7. řada  | 13                   | 14                |
|          | Juan Pablo Montoya   | Christian Klien   |
|          | Williams             | Jaguar            |
|          | 1'37.653             | 1'38.258          |
| 8. řada  | 15                   | 16                |
|          | Rubens Barrichello   | Nick Heidfeld     |
|          | Ferrari              | Jordan            |
|          | 1'38.637             | 1'41.953          |
| 9. řada  | 17                   | 18                |
|          | Timo Glock           | Gianmaria Bruni   |
|          | Jordan               | Minardi           |
|          | 1'43.533             | 1'48.069          |
| 10. řada | 19                   | 20                |
|          | Felipe Massa         | Zsolt Baumgartner |
|          | Sauber               | Minardi           |
|          | - -- ---             | - -- ---          |
| -------- | -------------------- | ----------------- |

### Zajímavosti
- BAR startoval v 200 závodě
- V 50 GP startovali Mark Webber a Fernando Alonso
- 100 GP absolvovala Toyota a Sauber
- 83. vítězství Michaela Schumachera
- 182. vítězství pro Ferrari